# 門恵美子
門 恵美子（かど えみこ、1976年1月28日 - 1999年4月9日）は、日本の女子プロレスラー。大阪府出身。

## 経歴
学生時代はソフトボールの選手として活躍していた。
1999年、女子プロレス団体・アルシオンに入団して2月に行われたアジャ・コングとの試合でプロデビューを果たした。
しかし、デビューから僅か1か月足らずの3月31日にアクロス福岡で行われた試合中、吉田万里子に後頭部から落とされて昏睡状態に陥り、事故から10日後の4月9日に23歳で死去した。
日本のプロレスラーが試合中の事故で死亡した事例は、1997年のプラム麻里子以来2人目であった。
死去後にアルシオンでは追悼試合も行われ、10カウントゴングで門を偲んだ。